# ADOC
ADOC je preduzeće iz Beograda u Srbiji koje se bavi građevinom i veleprodajom i čije poslovanje obuhvata tri osnovna smera: Farmaceutika, Dijagnostika i Građevina. Preduzeće je osnovano 1990. i pružatelj je lekova, dodataka prehrani i medicinskih sredstava od strane renomiranih svjetskih farmaceutskih preduzeća. ADOC redovno isporučuje, između ostalog, najveće bolnice, domove zdravlja, zdravstvene ustanove i apoteke u najmnogoljudnijim gradovima i regijama u Srbiji.
ADOC je učesnik na kongresima međunarodne farmaceutske federacije i pripada medju privh 5 od 577 preduzeća u sektoru usluga lekova i medicinskih sredstava za srpsku farmaceutsku industriju.
U smeru građevine, bavi se uglavnom sa izgradnja velikih stambenih i poslovnih objekata, kao i njihove prodaje ili iznajmljivanje. Isto tako, kompanija je poznata, da je vlasnik fudbalskog kluba FK Čukarički, koja je prvi privatizovan profesionalni klub u Srbiji i ovom delu Evrope. ADOC je danas jedna od najuspješnijih firmi u zemlji i regijonu i ubraja se u red najrazvijenijih i savremeno opremljenih kompanija na regionalnom tržištu.

## Opis firme
Sedište firme je u Beogradu, u okviru posebnog, funkcionalno projektovanog poslovnog kompleksa od 12000 m2, situiranog u zapadnoj poslovnoj zoni grada, u kojem se nalaze i specijalna skladišta za lekove, vozni park, garaže i sva neophodna elektronska i tehnička infrastruktura.
Od svog osnivanja 21.12.1990, firma beleži stalan razvoj, dosledno zastupajući i sprovodeći politiku isključivo selektivnog rada i prvorazrednog poslovanja. Danas je ADOC uvoznik, ekskluzivni zastupnik i/ili distributer lekova, dijetetskih suplemenata i medicinskih sredstava eminentnih svetskih proizvođača kao što. ADOC redovno snabdeva lekovima najveće kliničko-zdravstvene bolničke centre kao i apotekarske ustanove u Srbiji. Samostalno organizuje i pruža značajnu podršku u sprovođenju preventivnih i drugih značajnih akcija zdravstvenih institucija zemlje, posebno vezanih za dijagnostiku (diabetes), zaštitu zdravlja dece i odraslih. ADOC se konstantno nalazi među prvih 100 najuspešnijih preduzeća u zemlji i ubraja se u red najrazvijenijih i savremeno opremljenih kompanija na domaćem tržištu.
ADOC zapošljava stručan kadar sa najvišim kvalifikacijama. Od preko 90 zaposlenih više od polovine je sa fakultetskom spremom (farmaceuti, lekari, inženjeri itd). Posebna pažnja poklanja se stalnom i sistematskom usavršavanju i doškolovavanju postojećih kadrova, što je nametnuto i specifičnošću i posebnom osetljivošću delatnosti sa i u vezi sa lekovima, a visok tehničko-tehnološki nivo organizacije funkcionisanja i rada firme (elektronika, tehnička pomagala, permanentno obrazovanje kadrova i dr) obezbeđuje optimalne poslovne efekte.
ADOC, u skladu sa Politikom kvaliteta i politikom zaštite životne sredine, uključio se u Projekat "Očistimo Srbiju". Definisanim aspektima životne sredine ADOC upravlja u svim svojim poslovnim procesima i pripada grupi društveno odgovornih kompanija.

## Diagnostika
ADOC je distributer proizvoda u in-vitro dijagnostici sa širokim spektrom proizvoda i usluga u svim sektorima medicinskog testiranja.

## Farmacija
U funkcionalnu celinu ADOC farmacije integrisani su: marketing farmaceutskih proizvoda, uvoz i skladištenje gotovih lekova i njihova distribucija do krajnjih korisnika po svim svetskim standardima dobre distributivne prakse. ADOC sarađuje sa zdravstvenim ustanovama na teritoriji čitave Republike Srbije. Saradnja sa njima je u konstantnom razvoju. Profesionalni odnos, kvalitet proizvoda i brzina isporuke doprineli su da ADOC postane redovan snabdevač referentnih zdravstvenih ustanova.

## Gradjevina
Osnovne aktivnosti Arhitektonsko-projektnog biroa ADOC-a svojim sadržajem obuhvataju i pokrivaju kompletnu paletu složenih poslova i obaveza gradnje stambenih i poslovnih građevinskih objekata ili celina počev od ugovaranja lokacija, izrade idejnih rešenja, obezbeđivanja neophodnih saglasnosti i saradnja sa nadležnim organima, izbora izvođača i materijala, kompletnog projektovanja, pripreme i organizacije rada, finansiranja gradnje, kontrole kvaliteta izvođenja i, na kraju, prodaje ili iznajmljivanja gotovih objekata
Do 2008. je, najvećim delom u Beogradu ,ukupno izgrađeno i adaptirano više od 65.000 m² poslovnog i stambenog prostora (stanovi, luksuzni stanovi i vile). Od 1995. ADOC je u Budvi, turističkom centru Crnogorskog primorja, izgradio posebno naselje sa više od 500 luksuznih stanova i poslovnih prostorija. Danas ADOC izdaje oko 16000 m² stanova i poslovnih objekata. U toku je priprema realizacije novog projekta za oko 38000 m² prostora sa stambeno-turističkim sadržajima u Crnoj Gori. Sva gradilišta ADOC potpuno samostalno finansira.

## Spoljašnje veze
- http://www.adoc.rs Архивирано на веб-сајту  (16. мај 2014)